# Siegfried Stohr
Siegfried Werner Stohr (Rimini, 10 ottobre 1952) è un ex pilota automobilistico italiano.

## Carriera
Nato da padre tedesco e madre italiana, Stohr crebbe a Rimini. Dal 1969 al 1971 pilota della nazionale italiana ai campionati europei e mondiali di kart senza mai ottenere alcun risultato di rilievo. Solamente a 24 anni fece le sue prime esperienze alla guida di una monoposto, divenendo campione italiano di Formula Italia (titolo vinto in pista e conservato a tavolino dopo ammonizione per dichiarazioni rese alla stampa) e Formula 3 rispettivamente nel 1977 e nel 1978. In seguito militò con successo nella Formula 2, dove si classificò al primo posto nel Gran Premio di Enna del 1980. Ha fatto un test con Toleman per debuttare con loro nel Campionato Mondiale di Formula 1 1981 ma alla fine al posto suo venne preso Derek Warwick.
Grazie alla sponsorizzazione della Beta, partecipò al campionato mondiale di Formula 1 nel 1981 alla guida di una Arrows ottenendo come miglior risultato un settimo posto al Gran Premio d'Olanda, che fu anche la sua ultima partecipazione nella massima espressione dell'automobilismo sportivo. Curiosamente fu esonerato dal patron dell'Arrows, proprio subito dopo aver ottenuto il suo miglior risultato in quel Gran Premio d'Olanda, per far posto al fratello di Gilles Villeneuve, Jacques Villeneuve Sr., che disponeva di sponsor più forti. Invece, fonti del circus attribuivano le cause dell'esonero per la sua partecipazione allo sciopero dei piloti durante un GP cosa non piaciuta ad Ecclestone ed al patron dell'Arrows, oltre per gli scarsi risultati ottenuti.
Alla partenza del Gran Premio del Belgio, sul circuito di Zolder, fu protagonista, senza colpa, dell'investimento di Dave Luckett, un meccanico del suo team cui era stato rischiosamente permesso di restare in pista ad aiutare il suo compagno di squadra Riccardo Patrese la cui vettura non era partita. Dopo la Formula 1, partecipò in Formula 2 nel 1982 con Minardi guidando la Minardi 281B per il Gran Premio del Mugello,finendo ventiquattresimo,ritirandosi per un problema al motore durante il secondo giro.

## Biografia
Già laureatosi in precedenza all'università di Padova in psicologia (indirizzo applicativo), dopo il ritiro dalle gare agonistiche, ha partecipato alla progettazione del centro di guida sicura di Misano Adriatico (2002) e di un altro analogo centro in provincia di Bolzano (2004).
Ha collaborato con varie testate giornalistiche (tra le quali FormulaPassion, AM, Auto, Sportautomoto, Autosprint, Auto Capital, Corriere della Sera, Gazzetta dello Sport, L'Unità, Oggi, Famiglia Cristiana, Rombo, GQ, Viaggiando in Autostrada, Starter) scrivendo articoli improntati soprattutto sulla sicurezza stradale.
Ha costruito e standardizzato nei punteggi vari test sulla guida per diverse case automobilistiche ed ha anche collaborato con il centro di addestramento della Polizia di Stato.
Dal 1982 gestisce una celebre scuola di guida sicura presso il Misano World Circuit Marco Simoncelli che negli anni ha cambiato varie volte il nome, ma che è stata, nel suo genere, una delle prime in assoluto in Italia ed è una delle più importanti in Europa. Date le sue competenze in psicologia, ha sviluppato un metodo di guida sicura che, oltre alle consuete prove di frenata e guida sul bagnato, promuove anche una guida improntata sullo stare bene con sé stessi. I corsi di guida sicura riguardano dal 1999 anche le moto e, dal 2005, anche i veicoli industriali e commerciali.
Nel 2010 ha firmato il protocollo per la sperimentazione sulla guida sicura con il Ministero delle infrastrutture e dei trasporti. È stato spesso chiamato come consulente di parte nella ricostruzione di sinistri stradali.
Ha scritto diversi libri, tra i quali "Dove soffia sempre il vento. Come diventare piloti di Formula 1", Fucina Editore 2004 ed il più recente: "La guida sicura - Tecnica, psicologia e filosofia della guida", Fucina Editore 2009.

## Risultati
| 1981 | Scuderia | Vettura |    |     |   |    |     |     |     |    |     |    |     |   |    |  |  |  |  | Punti | Pos. |
| ---- | -------- | ------- | -- | --- | - | -- | --- | --- | --- | -- | --- | -- | --- | - | -- |  |  |  |  | ----- | ---- |
| 1981 | Arrows   | A3      | NQ | Rit | 9 | NQ | Rit | Rit | Rit | NQ | Rit | 12 | Rit | 7 | NQ |  |  |  |  | 0     |      |

| Legenda | 1º posto     | 2º posto | 3º posto    | A punti         | Senza punti/Non class.  | Grassetto – Pole position Corsivo – Giro più veloce |
| Legenda | Squalificato | Ritirato | Non partito | Non qualificato | Solo prove/Terzo pilota | Grassetto – Pole position Corsivo – Giro più veloce |